# Andrej Žmavc
Andrej Žmavc, slovenski enolog in učitelj, * 27. november 1874, Vrhje, † 30. marec 1950, Maribor.

## Življenje
Andrej Žmavc se je rodil v Slogonskem (danes Vrhje) kmetu Jožefu in Heleni Žmavc. Njegov starejši brat je bil Ivan Žmavc, filozof in sociolog. Po ljudski šoli v Kapelah in nižji gimnaziji je obiskoval učiteljišče v Mariboru in Ljubljani, kjer je 1894 maturiral. V letih 1894−1897 je učil v več krajih (Strmec pri Vojniku, Šempeter v Savinjski dolini, Žalec, Žusem, Trebnje). Kot štipendist Štajerske deželne vlade je 1897–1899 obiskoval Višjo šolo za vinarstvo in sadjarstvo v Klosterneuburgu (Avstrija), 1899–1900 pa Visoko šolo za kmetijstvo in gozdarstvo na Dunaju. 1. januarja 1901 je prevzel upravo Ljudske šole v Grižah in ustanovil nedeljsko kmečko šolo, a že 17. januarja istega leta odšel za strokovnega učitelja na sadjarsko šolo v Bukovče pri Negotinu v Srbiji (1901–1903). Od 1903–1905 se je izpopolnjeval v Nemčiji (Darmstadt, Altenburg), Franciji (Saint Claude) in Švici (Zürich), nato je bil 1905–1908 bil potujoči učitelj za sadjarstvo in vinogradništvo ter komisar pri zvezi gospodarski zadrug v Gradcu. V letih 1908−1912 je bil generalni inšpektor posestev kneza Metternicha, 1912 –1914 inšpektor pri deželnem gospodarskem svetu v Zadru.
Med 1. svetovno vojno je bil inšpektor in šef oddelka pri centralni zvezi gospodarskih zadrug na Dunaju, 1919 postal inšpektor pri Kmetijskem poverjeništvu v Ljubljani, 1920 pa ravnatelj Vinarsko-sadjarske šole v Mariboru. Tu je dotedanjo nemško šolo sloveniziral in ji priskrbel moderna učila, aparate, orodja in gospodarske naprave. Zlasti si je prizadeval za obnovo vinogradov, uvajanje kakovostnih vinskih sort, izrabo ekološko najugodnejših leg za koriščenje vinogradov in sadovnjakov. Boril se je proti samorodnicam, proti izkoriščanju vinogradov in viničarjev, za ustanavljanje hranilnic in posojilnic, ter vinarskih in sadjarskih zadrug. Bil je med vodilnimi jugoslovanskimi enologi med vojnama, vzgojitelj slovenskih kletarjev in enologov, ter eden od ustanoviteljev Vinarskega društva Slovenije in urednik njegovega glasila Naše gorice (1927–1930). Leta 1928 se je upokojil, vendar še vedno ostal aktiven enolog. V letih 1930–1936 je bil banovinski vinski nadzornik ter se trudil uveljaviti skrb za kakovost vina v gostinstvu. Izpopolnjeval je slovensko vinogradniško in sadjarsko izrazje. Za svoje delo je prejel odlikovanje red svetega Save (1926).

## Dela
Knjige
- Kmečka posojilnica, 1907
- Zwei Weinbaufragen, 1912
- Vinarska in sadjarska šola v Mariboru v šol. letu 1923/24, 1924
- Gozdni sukač, 1927
- Das jugoslawische Weingesetz, 1931
- Vinski zakon in kletarski vedež, 1932

Drugo
- pripravil Izvestje vinarske in sadjarske šole v Mariboru, 1928
- prevedel in priredil F. Zweifler, Vinarstvo, 1925
- okoli 150 prispevkov v strokovnem in dnevnem časopisju